# Glatthalbahn
| |                      |                                              |                                              |
| Streckennummer (BAV): | 740                  |                                              |                                              |
| Fahrplanfeld: | 740                  |                                              |                                              |
| Spurweite: | 1435 mm (Normalspur) |                                              |                                              |
| Stromsystem: | 15 kV 16,7 Hz ~      |                                              |                                              |
| Maximale Neigung: | 17 ‰                 |                                              |                                              |
| |                      |                                              |                                              |
| Wallisellen–Uster–Rapperswil |                      |                                              |                                              |
| \| \| \| SBB von Zürich HB–Oerlikon S 8 S 14 \| \| \| \| 93,2 \| Wallisellen \| Wallisellen \| \| \| 92,8 \| SBB nach Effretikon–Winterthur S 8 \| SBB nach Effretikon–Winterthur S 8 \| \| \| \| Neugutviadukt der Zürichberglinie \| 920 m \| \| \| 91,7 \| SBB von Zürich HB–Stettbach S 5 S 9 S 15 SN5 \| SBB von Zürich HB–Stettbach S 5 S 9 S 15 SN5 \| \| \| 90,4 \| Dübendorf \| Dübendorf \| \| \| 90,5 \| zum Militärflugplatz Dübendorf (bis 2005) \| zum Militärflugplatz Dübendorf (bis 2005) \| \| \| 87,1 \| Schwerzenbach ZH \| Schwerzenbach ZH \| \| \| 84,5 \| Nänikon-Greifensee \| Nänikon-Greifensee \| \| \| 81,3 \| Uster Endpunkt S 9 \| Uster Endpunkt S 9 \| \| \| 77,1 \| Aathal \| Aathal \| \| \| \| Aathal \| 265 m \| \| \| 74,5 \| SBB von Effretikon S 3 \| SBB von Effretikon S 3 \| \| \| 74,5 \| Wetzikon Endpunkt S 3 \| Wetzikon Endpunkt S 3 \| \| \| 74,5 \| SBB nach Hinwil S 14 \| SBB nach Hinwil S 14 \| \| \| 68,6 \| UeBB von Hinwil (Abstellgeleise) \| UeBB von Hinwil (Abstellgeleise) \| \| \| 68,6 \| Bubikon \| Bubikon \| \| \| 68,6 \| Anschlussgleis Wolfhausen (ehemals UeBB) \| Anschlussgleis Wolfhausen (ehemals UeBB) \| \| \| 66,4 \| SBB von Winterthur–Wald S 26 \| SBB von Winterthur–Wald S 26 \| \| \| 65,9 \| Rüti ZH Endpunkt S 26 \| Rüti ZH Endpunkt S 26 \| \| \| \| Täusi \| 157 m \| \| \| 61,1 \| Grünfels \| Grünfels \| \| \| 60,9 \| Jona \| Jona \| \| \| 59,4 \| von Ziegelbrücke–Uznach \| von Ziegelbrücke–Uznach \| \| \| 59,4 \| SBB von Zürich–Meilen S 7 \| SBB von Zürich–Meilen S 7 \| \| \| 59,3 \| Rapperswil SG Endpunkt S 7 S 15 SN5 \| Rapperswil SG Endpunkt S 7 S 15 SN5 \| \| \| \| SOB nach Pfäffikon SZ (Seedamm) S 5 \| \| |                      |                                              |                                              |
| Strecke |                      | SBB von Zürich HB–Oerlikon S 8 S 14          | SBB von Zürich HB–Oerlikon S 8 S 14          |
| Bahnhof | 93,2                 | Wallisellen                                  | Wallisellen                                  |
| Abzweig geradeaus und nach links | 92,8                 | SBB nach Effretikon–Winterthur S 8           | SBB nach Effretikon–Winterthur S 8           |
| Kreuzung geradeaus unten |                      | Neugutviadukt der Zürichberglinie            | 920 m                                        |
| Abzweig geradeaus und von rechts | 91,7                 | SBB von Zürich HB–Stettbach S 5 S 9 S 15 SN5 | SBB von Zürich HB–Stettbach S 5 S 9 S 15 SN5 |
| Bahnhof | 90,4                 | Dübendorf                                    | Dübendorf                                    |
| Abzweig geradeaus und ehemals nach links | 90,5                 | zum Militärflugplatz Dübendorf (bis 2005)    | zum Militärflugplatz Dübendorf (bis 2005)    |
| Bahnhof | 87,1                 | Schwerzenbach ZH                             | Schwerzenbach ZH                             |
| Bahnhof | 84,5                 | Nänikon-Greifensee                           | Nänikon-Greifensee                           |
| Bahnhof | 81,3                 | Uster Endpunkt S 9                           | Uster Endpunkt S 9                           |
| Bahnhof | 77,1                 | Aathal                                       | Aathal                                       |
| Tunnel |                      | Aathal                                       | 265 m                                        |
| Abzweig geradeaus und von links | 74,5                 | SBB von Effretikon S 3                       | SBB von Effretikon S 3                       |
| Bahnhof | 74,5                 | Wetzikon Endpunkt S 3                        | Wetzikon Endpunkt S 3                        |
| Abzweig geradeaus und nach links | 74,5                 | SBB nach Hinwil S 14                         | SBB nach Hinwil S 14                         |
| Abzweig geradeaus und ehemals von links | 68,6                 | UeBB von Hinwil (Abstellgeleise)             | UeBB von Hinwil (Abstellgeleise)             |
| Bahnhof | 68,6                 | Bubikon                                      | Bubikon                                      |
| Abzweig geradeaus und nach rechts | 68,6                 | Anschlussgleis Wolfhausen (ehemals UeBB)     | Anschlussgleis Wolfhausen (ehemals UeBB)     |
| Abzweig geradeaus und von links | 66,4                 | SBB von Winterthur–Wald S 26                 | SBB von Winterthur–Wald S 26                 |
| Bahnhof | 65,9                 | Rüti ZH Endpunkt S 26                        | Rüti ZH Endpunkt S 26                        |
| Tunnel |                      | Täusi                                        | 157 m                                        |
| Dienststation / Betriebs- oder Güterbahnhof | 61,1                 | Grünfels                                     | Grünfels                                     |
| Bahnhof | 60,9                 | Jona                                         | Jona                                         |
| Abzweig geradeaus und von links | 59,4                 | von Ziegelbrücke–Uznach                      | von Ziegelbrücke–Uznach                      |
| Abzweig geradeaus und von rechts | 59,4                 | SBB von Zürich–Meilen S 7                    | SBB von Zürich–Meilen S 7                    |
| Bahnhof | 59,3                 | Rapperswil SG Endpunkt S 7 S 15 SN5          | Rapperswil SG Endpunkt S 7 S 15 SN5          |
| Strecke |                      | SOB nach Pfäffikon SZ (Seedamm) S 5          | SOB nach Pfäffikon SZ (Seedamm) S 5          |

Die Glatthalbahn (Gl-TB) ist eine ehemalige Bahngesellschaft der Schweiz. Ihre normalspurige Eisenbahnstrecke Wallisellen–Uster liegt im Kanton Zürich. Das äusserst kurzlebige Unternehmen ging bereits neun Monate nach Eröffnung seiner Strecke am 1. Mai 1857 in den Vereinigten Schweizerbahnen (VSB) auf.
Die Strecke wurde unter den VSB weiter ausgebaut und in Rüti ZH schliesslich mit deren Stammnetz verbunden. Mit Verstaatlichung der VSB wechselte die Strecke ins Eigentum der Schweizerischen Bundesbahnen (SBB).

## Geschichte
Die Industriellen in Uster hatten in der Mitte des 19. Jahrhunderts leidenschaftlich für eine Bahnlinie gekämpft. Am 1. August 1856 war es soweit: Die Glatthalbahn eröffnete die Strecke Wallisellen–Uster. Für den Weiterbau der Strecke nach Osten fehlte jedoch das Geld. Am 4. September 1856 wurde die Fusion der Glatthalbahn mit der St. Gallisch-Appenzellischen Eisenbahn und der Südostbahn zu den Vereinigten Schweizerbahnen (VSB) beschlossen. Dadurch war die Finanzierung des Weiterbaus gesichert und am 9. November 1857 konnte die VSB das Teilstück nach Wetzikon eröffnen. Am 15. August 1858 wurde der Abschnitt nach Rüti ZH und am 15. Februar 1859 die Fortsetzung über Rapperswil nach Weesen in Betrieb genommen.
Von 1884 bis 1902 verkehrte der Arlberg-Express von Zürich nach Wien über die Glatthalbahnstrecke. 1902 wurden die VSB verstaatlicht und die SBB übernahmen den Betrieb. Seit dem 2. Oktober 1932 ist die Strecke elektrifiziert.

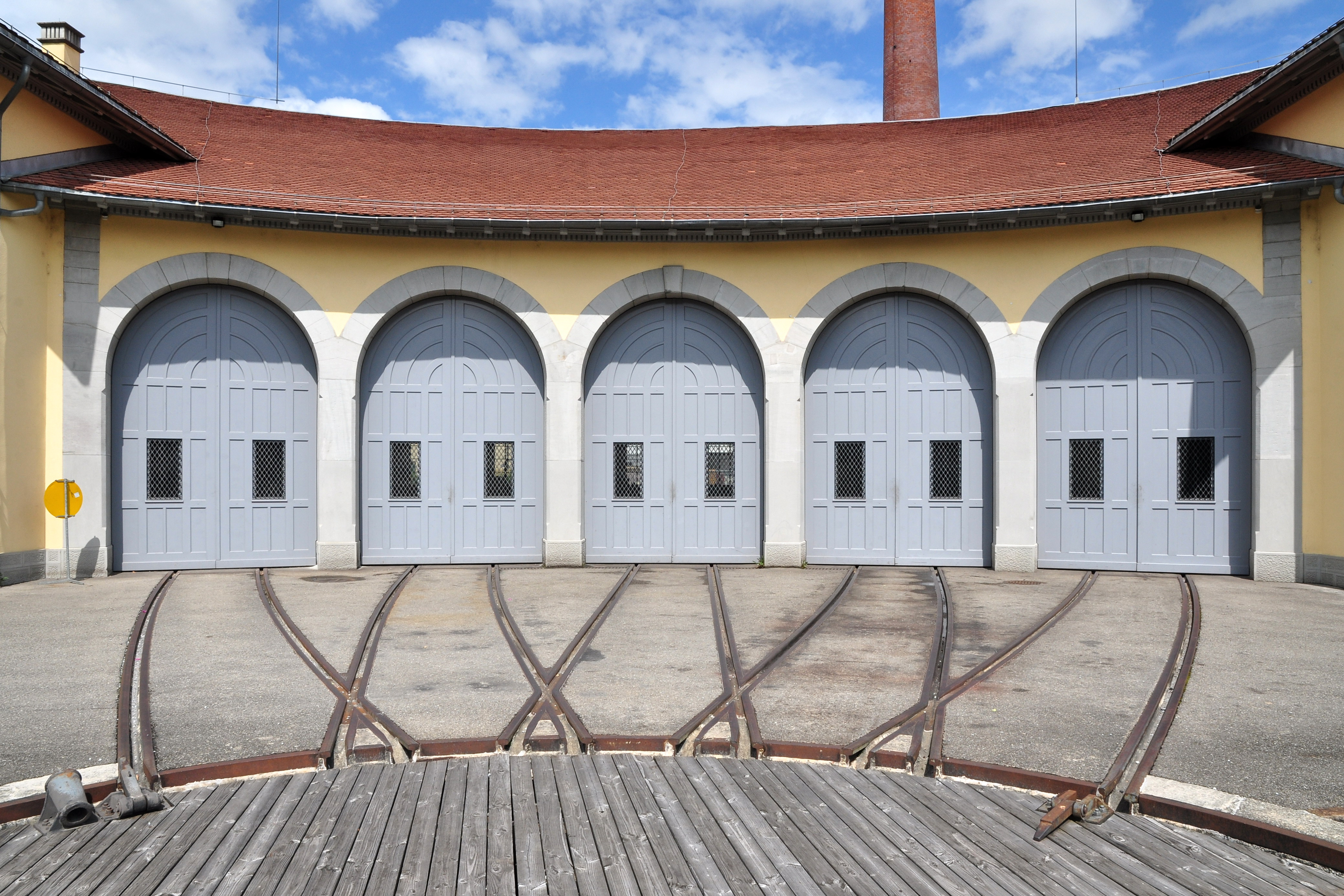
Die älteste Kreissegment-Lokomotiven-Remise der Schweiz in Uster

In Uster besteht aus der Zeit der Vereinigten Schweizerbahnen noch die älteste Ringsegment-Lokremise mit Drehscheibe der Schweiz. Die Remise wurde restauriert und dient heute als Depot und Lokomotivwerkstätte des Dampfbahn-Verein Zürcher Oberland, der die Museumsbahnlinie Bauma–Hinwil betreibt. Am 9. September 2006 fanden die 150-Jahre-Jubiläumsfeiern der Glatthalbahn statt, anlässlich der Feierlichkeiten wurde der Spatenstich zur Restaurierung des zweiten Gebäudes getätigt.
Am 18. Februar 1979 bewilligte das Zürcher Stimmvolk einen Kantonsbeitrag von 49,6 Mio. Franken für den Doppelspurausbau der Glatthalbahn. Der Ausbau begann im Oktober 1980. Am 31. Juli 1983 konnte der erste Abschnitt von Wallisellen bis Dübendorf in Betrieb genommen werden. Seit dem 30. September 1984 kann die ganze Strecke Wallisellen–Uster doppelspurig befahren werden. Schon im Frühjahr 1985 fuhren bei Dübendorf wieder die Baumaschinen auf, um bis im Herbst 1989 den Anschluss der Glatthalbahnstrecke an die Neubaustrecke der S-Bahn Zürich zu realisieren. Bis ins Jahr 2005 existierte ein Anschlussgleis für die Tankzüge zum Militärflugplatz Dübendorf. Nach der Einstellung des Jet-Betriebes auf dem Flugplatz wurde das Gleis überflüssig und wurde im Rahmen der anstehenden Gleisbauarbeiten entfernt.
Am 17. Februar 2013 entgleiste gegen 1.20 Uhr morgens eine Nacht-S-Bahn zwischen Schwerzenbach und Uster. Der offizielle Unfallbericht der Schweizerischen Unfalluntersuchungsstelle SUST führt die Entgleisung von Zug 20051 auf die Befahrung eines vom Gegenzug beschädigten Streckengleises zurück. Ein Dienstzug hatte kurz zuvor einen Schienenbruch verursacht, bei dem ein Schienenstück von 5,6 m Länge weggerissen wurde. Verletzt wurde niemand, doch wurden auf 300 Metern die Gleise zerstört.

## Strecke

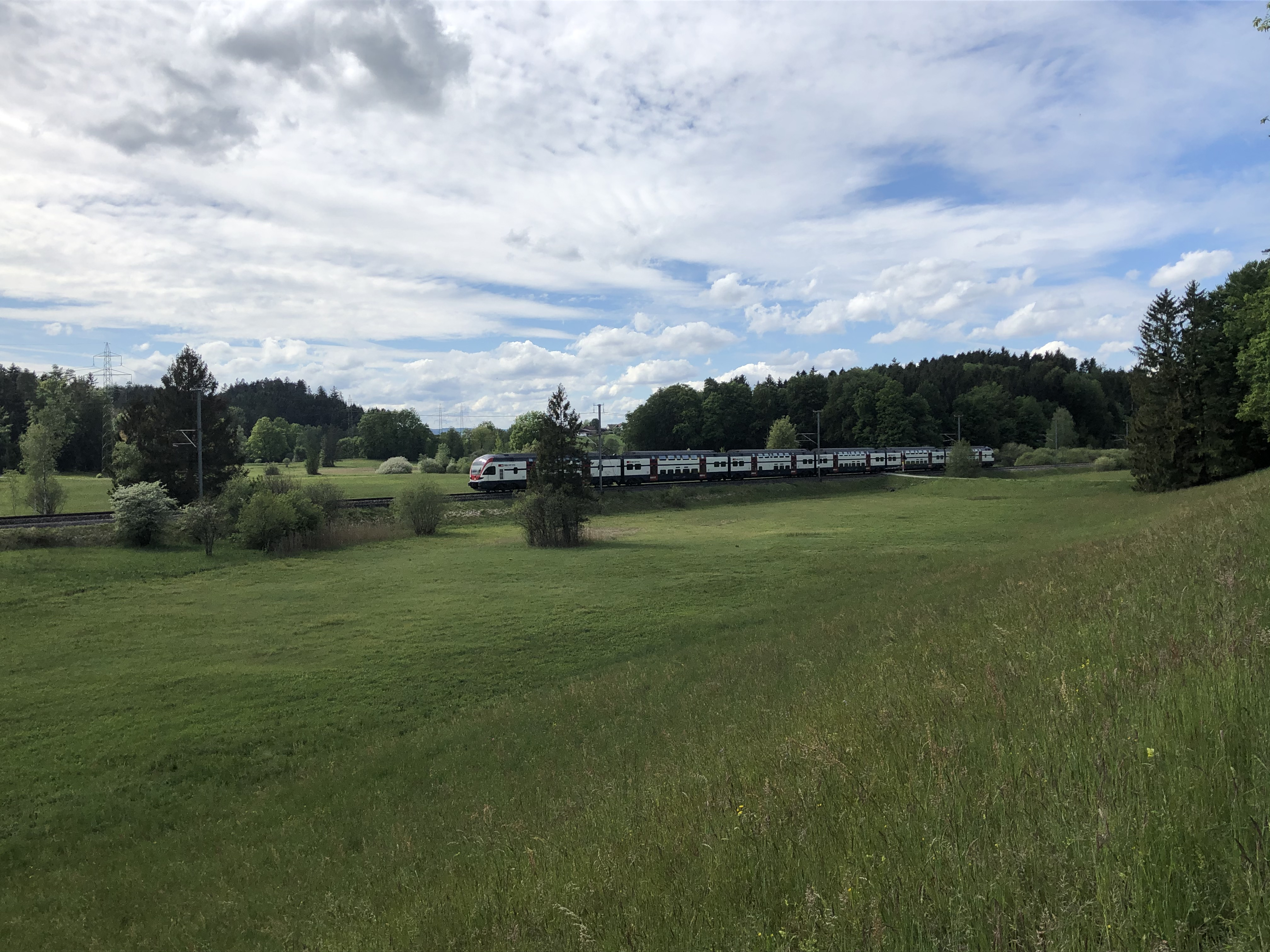
S-Bahn-Zug unterwegs im Zürcher Oberland zwischen Bubikon und Wetzikon

Die Strecke der ehemaligen Glatthalbahn und ihre Fortsetzung nach Rapperswil werden heutzutage als Teil des Fahrplanfelds 740 abgebildet.
Die Strecke war zu Beginn einspurig, erst durch die SBB erfolgte in den 1980er-Jahren ein teilweiser Ausbau auf Doppelspur:
- 31. Juli 1983 Wallisellen–Dübendorf
- 25. September 1983 Dübendorf–Schwerzenbach
- 30. September 1984 Schwerzenbach–Uster
- 19. Mai 1990 Aathal–Wetzikon
- 2. Oktober 2006 Bubikon–Rüti
- 29. September 1989 Grünfels–Rapperswil

Dabei wurden auch die Bahnhöfe erneuert.
Mit dem Bau der S-Bahn Zürich wurde eine Verknüpfung mit der Zürichberglinie erstellt. Die Verzweigung befindet sich zwischen Wallisellen und Dübendorf und ist auf den 27. Mai 1990 offiziell in Betrieb genommen worden. Während die Verzweigung auf der Neubaustrecke auf dem Neugutviadukt kreuzungsfrei erfolgt, ist es auf der Glatthalbahnstrecke eine normale Weichenverbindung, die auch das Gegengleis kreuzt.

### Bahnhöfe
Zur Streckeneröffnung wurden mehrheitlich provisorische Aufnahmegebäude erstellt. 1856 wurde nur in Uster und eventuell in Dübendorf ein definitives Aufnahmegebäude erstellt. Beim Bahnhof Uster wurde auch das heute noch erhaltene Depot der Glatthalbahn erstellt. 1883 erhielt Aathal das heutige Aufnahmegebäude, dieses wurde von der SBB als regional schutzwürdig eingestuft. 1886 erhielt Rüti sein mittelgrosses Aufnahmegebäude. Im Jahr 1892 erhielt Bubikon ein neues Gebäude, dieses wurde von der SBB als regional schutzwürdig eingestuft. Der Bahnhof Rapperswil erhielt 1895 sein heutiges Aufnahmegebäude. Der Bahnhof Wetzikon erhielt 1908 ein neues Aufnahmegebäude. Anlässlich der S-Bahn-Ausbauten erhielten Schwerzenbach und Nänikon ein neues Aufnahmegebäude. Die Aufnahmegebäude Schwerzenbach (1985), der Güterschuppen und Dienstgebäude von Wetzikon (1984) sowie der Güterschuppen von Uster wurden nach Plänen von Max Vogt erbaut.

## Ausbaupläne
Der eingleisige Streckenabschnitt Uster – Aathal wird im Regelverkehr von drei S-Bahn-Linien, also insgesamt 12 Zügen pro Stunde befahren. Während der Regelverkehr abgewickelt werden kann, gibt es im Verspätungsfall von einem Zug häufig Folgeverspätungen für weitere Züge. Zudem sind zusätzliche Linien über diesen Streckenabschnitt nicht mehr möglich. Mit der Annahme der Finanzierung und Ausbau der Bahninfrastruktur (FABI) im Jahr 2014 ist der Bund für die weiteren Infrastrukturausbauten verantwortlich. Mit der Bewilligung des Parlaments im Jahr 2019 ist das Projekt ist Teil des Ausbauschritt 2035 (STEP AS 2035) des Bundes. Der zweigleisige Ausbau wird voraussichtlich etwa vier Jahre dauern und könnte ohne Beschwerdeverfahren in der zweiten Hälfte der 2020er-Jahre beginnen.
Nach dem Behindertengleichstellungsgesetz müssen bis zum Jahr 2024 Bahnhöfe und der Zustieg in den Zug stufenfrei möglich sein. Die Arbeiten am Bahnhof Uster wurden im November 2018 abgeschlossen, und in den folgenden Jahren wurden auch die Bahnhofsanlagen in Dübendorf (2021), Nänikon-Greifensee (2022) und Schwerzenbach (2023) angepasst. Damit sind alle Bahnhöfe an der Strecke barrierefrei.

## Betrieb

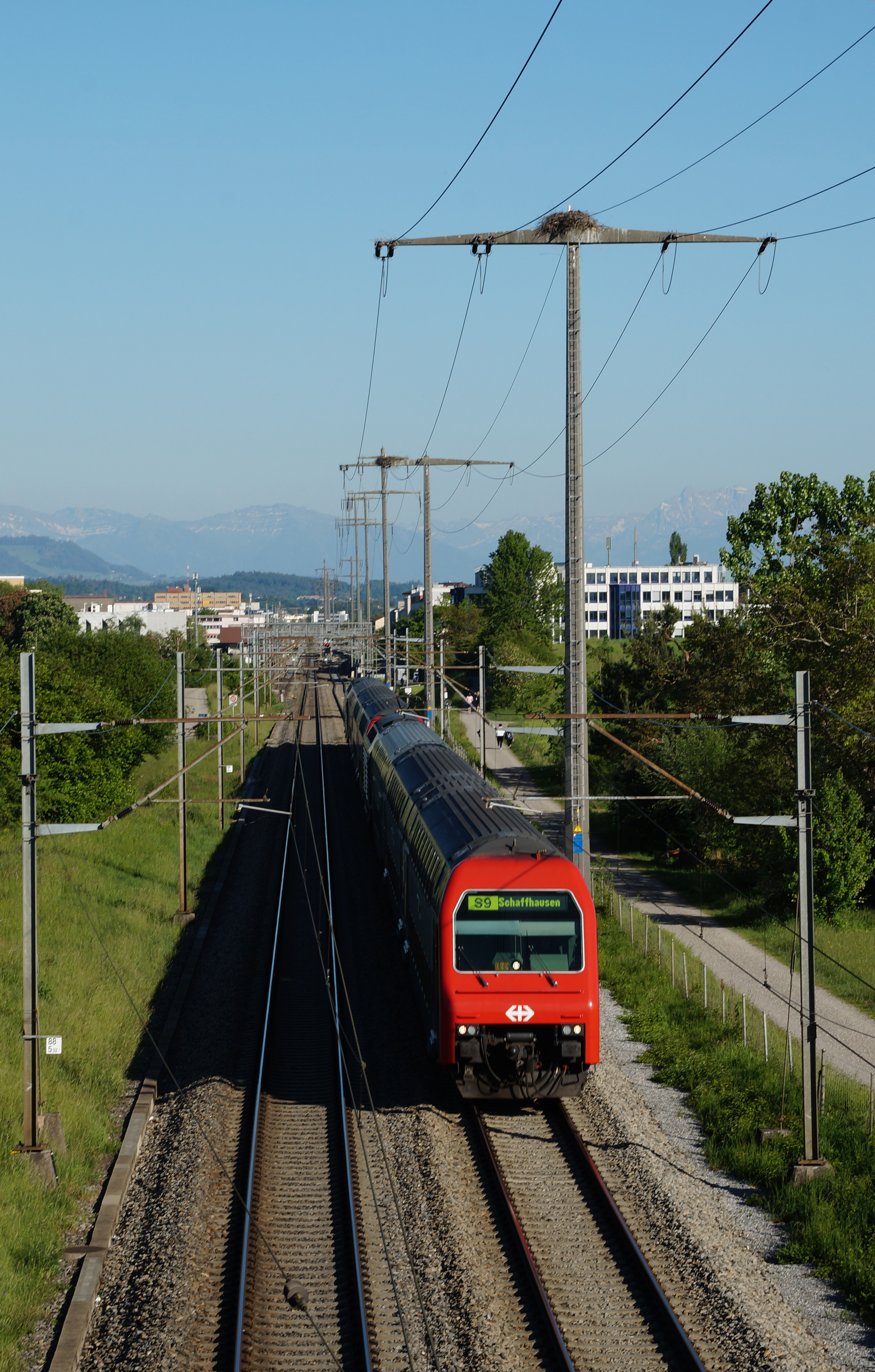
Re 450-S-Bahn-Zug zwischen Schwerzenbach und Dübendorf

Die Glatttalstrecke wird heute von den Linien S 5 , S 9 , S 14  und S 15  der S-Bahn Zürich befahren.
Zusätzlich verkehren die Linien SN5 und SN9 des ZVV-Nachtnetzes.
Die Tageslinien verkehren im Halbstundentakt. Die S 5  und die S 15  ergeben zusammen einen Viertelstundentakt zwischen Zürich und Rapperswil. Die S 9  und die S 14  ergänzen sich zwischen Dübendorf und Uster zu einem weiteren Viertelstundentakt mit Halt an allen Zwischenstationen. Die Linien SN5 und SN9 verkehren an Wochenenden in den Nächten von Freitag auf Samstag, von Samstag auf Sonntag sowie an allgemeinen Feiertagen und Spezialanlässen ab ca. 01.00 Uhr bis in die frühen Morgenstunden.

### S-Bahn Zürich
Im Fahrplanjahr 2023 wird die Strecke von folgenden Linien der S-Bahn Zürich befahren:
- S 5 Zug – Affoltern a. A. – Zürich HB – Uster – Pfäffikon SZ
- S 9 Schaffhausen – Jestetten – Rafz – Zürich HB – Stettbach – Uster
- S 14 Affoltern a. A. – Altstetten – Zürich HB – Oerlikon – Wallisellen – Hinwil
- S 15 Rapperswil – Uster – Zürich HB – Oberglatt – Niederweningen
- SN5 Knonau – Zürich HB – Uster – Pfäffikon SZ
- SN9 Bülach – Zürich HB – Uster